# Gefärbter Seeringelwurm
Der Gefärbte Seeringelwurm (Neanthes fucata) ist ein bis zu 20 cm großer mariner Ringelwurm aus der Gattung Neanthes innerhalb der Vielborster-Familie der Nereidae, der beim Gemeinen Einsiedlerkrebs als Kommensale lebt.

## Merkmale
Der Gefärbte Seeringelwurm hat einen langen, nach hinten hin schmaler werdenden Körper mit einer glatten Oberfläche und einem gelblichen Rücken mit roten und weißen Längsstreifen. Er wird bis zu 20 cm lang und zählt dann etwa 120 Segmente. Sein Prostomium weist ein Paar Antennen ohne Antennenträger und ein Paar zweigliedriger Palpen, die etwas kürzer als die Antennen sind, sowie 2 Paar Augen in Anordnung eines Trapezoids auf.
Das borstenlose erste Segment ist etwa zweimal so lang wie das erste borstentragende Segment und erscheint manchmal aufgeblasen; es trägt vier Paar Tentakel-Cirren, die sich in ihrer Länge leicht unterscheiden, wobei der zweite dorsale Tentakel-Cirrus bis zum vierten borstentragenden Segment reicht.
Der Pharynx hat ein Paar gezähnter Kiefer. Vom Mund- und vom Maxillenring ragen konische Paragnathen hervor. Die mit einem Gelenk versehenen Borsten sind lang und dünn.
Die Parapodien der ersten beiden Segmente sind einzweigig mit 3 Lappen, bei den übrigen Segmenten dagegen zweizweigig mit 4 Lappen, wobei der dorsale Lappen des Notopodiums am größten ist und an den mittleren und hinteren Segmenten insbesondere bei größeren Tieren eine blattartige Form hat. Die übrigen Lappen sind über die gesamte Körperlänge hinweg recht einheitlich in ihrer Gestalt. Der Acicula-Lappen des Notopodiums und der etwas kleinere ventrale Lappen des Neuropodiums sind ähnlich gestaltet, während der Acicula-Lappen des Neuropodiums in ein sehr spitzes Ende zuläuft und am kürzesten ist.
Bei den Epitoken ist der Körper in zwei Abschnitte geteilt, wobei der Vorderabschnitt bei Männchen 24 und bei Weibchen 27 bis 29 borstentragende Segmente umfasst. An den dorsalen oder ventralen Cirren der vorderen Segmente kommt es, so weil bekannt, zu keinen Veränderungen. Im hinteren Abschnitt des Körpers dagegen metamorphosieren bei beiden Geschlechtern die Parapodien unter Bildung wohl entwickelter akzessorischer Klappen an der Basis des dorsalen Cirrus, unter de, Lappen der Acicula des Notopodiums, an der hinteren Oberfläche des Lappens der Acicula des Neuropodiums und an der Basis des ventralen Cirrus. Bei Männchen können sich an der unteren Kante der dorsalen Cirren feine Einkerbungen entwickeln, doch ist keine Pygidial-Rosette bekannt. In beiden Geschlechtern werden die gewöhnlichen Borsten durch paddelförmige Borsten an modifizierten Parapodien ersetzt, wenn auch bei Weibchen einzelne Borsten der Atoke verbleiben können.

## Verbreitung, Lebensraum und Lebensweise
Neanthes fucata ist im nördlichen Atlantischen Ozean einschließlich Nordsee und Kattegat wie auch im Mittelmeer und im Schwarzen Meer verbreitet.
Neanthes fucata lebt als Kommensale in den vom Gemeinen Einsiedlerkrebs (Pagurus bernhardus) bewohnten Schneckenhäusern. Während er in der Deutschen Bucht nur bei wenigen Einsiedlerkrebsen gefunden wird, kann er an der französischen Küste auch bei der Hälfte aller Einsiedlerkrebse auftreten. Gelegentlich wird der Polychaet ohne Einsiedlerkrebs angetroffen, doch handelt es sich hierbei wahrscheinlich nur um eine Übergangssituation. Er lebt für gewöhnlich in den kleineren Windungen des Schneckenhauses und verlässt diese, wenn der Krebs frisst, um an dessen Mahlzeit teilzunehmen, ohne den Krebsscheren zu nahe zu kommen.

## Lebenszyklus
Der Gefärbte Seeringelwurm ist getrenntgeschlechtlich mit etwa gleich großen Weibchen und Männchen, die in großer Zahl frei schwimmend als geschlechtsreife weibliche und männliche Epitoken mit blattartig vergrößerten Parapodien zusammenkommen und nach der Entlassung der Gameten ins Meerwasser sterben. Die Befruchtung findet im freien Meerwasser statt. Aus den Eiern entwickeln sich nach der Befruchtung Larven, die frei schwimmend als Zooplankton leben, bis sie niedersinken und zu kriechenden Würmern metamorphosieren.